# ريتشارد روجرز بوكر
ريتشارد روجرز بوكر (بالإنجليزية: Richard Rogers Bowker) هو اقتصادي وصحفي أمريكي، ولد في 4 سبتمبر 1848 في سالم في الولايات المتحدة، وتوفي في 12 نوفمبر 1933 في ماساتشوستس في الولايات المتحدة.

## وصلات خارجية
- ريتشارد روجرز بوكر على موقع الموسوعة البريطانية (الإنجليزية)